# Lista planetelor minore/32101–32200
Aceasta este Lista planetelor minore/32101–32200; pentru a naviga prin lista completă vezi Lista planetelor minore.
Pentru ale detalii vezi și Proiect:Astronomie sau Portal:Astronomie.
| Nume               | Denumire provizorie | Data descoperirii | Locul descoperirii   | Descoperitor(i)    |
| ------------------ | ------------------- | ----------------- | -------------------- | ------------------ |
| 32101 -            | 2000 KA51           | 29 mai 2000       | Socorro              | LINEAR             |
| 32102 -            | 2000 KB52           | 23 mai 2000       | Anderson Mesa        | LONEOS             |
| 32103 Reʼemsari    | 2000 KF52           | 23 mai 2000       | Anderson Mesa        | LONEOS             |
| 32104 -            | 2000 KR52           | 24 mai 2000       | Anderson Mesa        | LONEOS             |
| 32105 -            | 2000 KT52           | 24 mai 2000       | Anderson Mesa        | LONEOS             |
| 32106 -            | 2000 KD58           | 24 mai 2000       | Anderson Mesa        | LONEOS             |
| 32107 -            | 2000 KX64           | 27 mai 2000       | Socorro              | LINEAR             |
| 32108 -            | 2000 KZ64           | 27 mai 2000       | Socorro              | LINEAR             |
| 32109 -            | 2000 KQ70           | 28 mai 2000       | Anderson Mesa        | LONEOS             |
| 32110 -            | 2000 KA73           | 28 mai 2000       | Anderson Mesa        | LONEOS             |
| 32111 -            | 2000 KD73           | 28 mai 2000       | Anderson Mesa        | LONEOS             |
| 32112 -            | 2000 KK73           | 28 mai 2000       | Anderson Mesa        | LONEOS             |
| 32113 -            | 2000 KP73           | 28 mai 2000       | Anderson Mesa        | LONEOS             |
| 32114 -            | 2000 KY75           | 27 mai 2000       | Socorro              | LINEAR             |
| 32115 -            | 2000 KQ80           | 27 mai 2000       | Socorro              | LINEAR             |
| 32116 -            | 2000 LD4            | 4 iunie 2000      | Socorro              | LINEAR             |
| 32117 -            | 2000 LD5            | 5 iunie 2000      | Socorro              | LINEAR             |
| 32118 -            | 2000 LW5            | 6 iunie 2000      | Reedy Creek          | J. Broughton⁠(d)    |
| 32119 -            | 2000 LM7            | 6 iunie 2000      | Kitt Peak            | Spacewatch         |
| 32120 -            | 2000 LC8            | 6 iunie 2000      | Socorro              | LINEAR             |
| 32121 -            | 2000 LF9            | 5 iunie 2000      | Socorro              | LINEAR             |
| 32122 -            | 2000 LD10           | 7 iunie 2000      | Socorro              | LINEAR             |
| 32123 -            | 2000 LO10           | 1 iunie 2000      | Socorro              | LINEAR             |
| 32124 -            | 2000 LH11           | 4 iunie 2000      | Socorro              | LINEAR             |
| 32125 -            | 2000 LZ11           | 4 iunie 2000      | Socorro              | LINEAR             |
| 32126 -            | 2000 LF12           | 4 iunie 2000      | Socorro              | LINEAR             |
| 32127 -            | 2000 LK12           | 4 iunie 2000      | Socorro              | LINEAR             |
| 32128 -            | 2000 LL13           | 5 iunie 2000      | Socorro              | LINEAR             |
| 32129 -            | 2000 LV14           | 7 iunie 2000      | Socorro              | LINEAR             |
| 32130 -            | 2000 LN16           | 1 iunie 2000      | Socorro              | LINEAR             |
| 32131 -            | 2000 LQ16           | 4 iunie 2000      | Socorro              | LINEAR             |
| 32132 -            | 2000 LS16           | 4 iunie 2000      | Socorro              | LINEAR             |
| 32133 -            | 2000 LU16           | 4 iunie 2000      | Socorro              | LINEAR             |
| 32134 -            | 2000 LQ17           | 7 iunie 2000      | Socorro              | LINEAR             |
| 32135 -            | 2000 LF18           | 8 iunie 2000      | Socorro              | LINEAR             |
| 32136 -            | 2000 LN18           | 8 iunie 2000      | Socorro              | LINEAR             |
| 32137 -            | 2000 LM19           | 8 iunie 2000      | Socorro              | LINEAR             |
| 32138 -            | 2000 LQ19           | 8 iunie 2000      | Socorro              | LINEAR             |
| 32139 -            | 2000 LT19           | 8 iunie 2000      | Socorro              | LINEAR             |
| 32140 -            | 2000 LF21           | 8 iunie 2000      | Socorro              | LINEAR             |
| 32141 -            | 2000 LB24           | 1 iunie 2000      | Socorro              | LINEAR             |
| 32142 -            | 2000 LU26           | 3 iunie 2000      | Anderson Mesa        | LONEOS             |
| 32143 -            | 2000 LA27           | 11 iunie 2000     | Valinhos             | P. R. Holvorcem⁠(d) |
| 32144 -            | 2000 LA29           | 9 iunie 2000      | Anderson Mesa        | LONEOS             |
| 32145 -            | 2000 LE30           | 7 iunie 2000      | Socorro              | LINEAR             |
| 32146 -            | 2000 LF30           | 7 iunie 2000      | Socorro              | LINEAR             |
| 32147 -            | 2000 LW30           | 6 iunie 2000      | Anderson Mesa        | LONEOS             |
| 32148 -            | 2000 LX30           | 6 iunie 2000      | Anderson Mesa        | LONEOS             |
| 32149 -            | 2000 LY30           | 6 iunie 2000      | Anderson Mesa        | LONEOS             |
| 32150 -            | 2000 LJ31           | 6 iunie 2000      | Anderson Mesa        | LONEOS             |
| 32151 -            | 2000 LX31           | 5 iunie 2000      | Anderson Mesa        | LONEOS             |
| 32152 -            | 2000 LK34           | 3 iunie 2000      | Anderson Mesa        | LONEOS             |
| 32153 -            | 2000 LM34           | 3 iunie 2000      | Anderson Mesa        | LONEOS             |
| 32154 -            | 2000 MH             | 23 iunie 2000     | Reedy Creek          | J. Broughton⁠(d)    |
| 32155 -            | 2000 MN             | 22 iunie 2000     | Kitt Peak            | Spacewatch         |
| 32156 -            | 2000 MY             | 24 iunie 2000     | Reedy Creek          | J. Broughton⁠(d)    |
| 32157 -            | 2000 MR1            | 26 iunie 2000     | Reedy Creek          | J. Broughton       |
| 32158 -            | 2000 MD2            | 29 iunie 2000     | Reedy Creek          | J. Broughton       |
| 32159 -            | 2000 MR2            | 25 iunie 2000     | Haleakala            | NEAT               |
| 32160 -            | 2000 MT2            | 27 iunie 2000     | Bergisch Gladbach⁠(d) | W. Bickel⁠(d)       |
| 32161 -            | 2000 MR3            | 24 iunie 2000     | Socorro              | LINEAR             |
| 32162 -            | 2000 MV5            | 25 iunie 2000     | Socorro              | LINEAR             |
| 32163 -            | 2000 MZ5            | 24 iunie 2000     | Socorro              | LINEAR             |
| 32164 -            | 2000 NW4            | 7 iulie 2000      | Socorro              | LINEAR             |
| 32165 -            | 2000 NY5            | 9 iulie 2000      | Farpoint             | G. Hug⁠(d)          |
| 32166 -            | 2000 NN6            | 3 iulie 2000      | Kitt Peak            | Spacewatch         |
| 32167 -            | 2000 NU8            | 5 iulie 2000      | Kitt Peak            | Spacewatch         |
| 32168 -            | 2000 NP9            | 10 iulie 2000     | Valinhos             | P. R. Holvorcem⁠(d) |
| 32169 -            | 2000 NT9            | 6 iulie 2000      | Socorro              | LINEAR             |
| 32170 -            | 2000 NU9            | 6 iulie 2000      | Socorro              | LINEAR             |
| 32171              | 2000 ND10           | 1 iulie 2000      | Siding Spring        | R. H. McNaught     |
| 32172 -            | 2000 NB11           | 10 iulie 2000     | Valinhos             | P. R. Holvorcem⁠(d) |
| 32173 -            | 2000 NF12           | 5 iulie 2000      | Anderson Mesa        | LONEOS             |
| 32174 -            | 2000 NW12           | 5 iulie 2000      | Anderson Mesa        | LONEOS             |
| 32175 -            | 2000 NF14           | 5 iulie 2000      | Anderson Mesa        | LONEOS             |
| 32176 -            | 2000 NS14           | 5 iulie 2000      | Anderson Mesa        | LONEOS             |
| 32177 -            | 2000 NZ14           | 5 iulie 2000      | Anderson Mesa        | LONEOS             |
| 32178 -            | 2000 ND15           | 5 iulie 2000      | Anderson Mesa        | LONEOS             |
| 32179 -            | 2000 NC16           | 5 iulie 2000      | Anderson Mesa        | LONEOS             |
| 32180 -            | 2000 NY16           | 5 iulie 2000      | Anderson Mesa        | LONEOS             |
| 32181 -            | 2000 NB17           | 5 iulie 2000      | Anderson Mesa        | LONEOS             |
| 32182 -            | 2000 NR18           | 5 iulie 2000      | Anderson Mesa        | LONEOS             |
| 32183 -            | 2000 ND19           | 5 iulie 2000      | Anderson Mesa        | LONEOS             |
| 32184 Yamaura      | 2000 NC20           | 8 iulie 2000      | Bisei SG Center⁠(d)   | BATTeRS⁠(d)         |
| 32185 -            | 2000 ND23           | 5 iulie 2000      | Anderson Mesa        | LONEOS             |
| 32186 -            | 2000 NM23           | 5 iulie 2000      | Anderson Mesa        | LONEOS             |
| 32187 -            | 2000 NR23           | 5 iulie 2000      | Kitt Peak            | Spacewatch         |
| 32188 -            | 2000 NR25           | 4 iulie 2000      | Anderson Mesa        | LONEOS             |
| 32189 -            | 2000 NT25           | 4 iulie 2000      | Anderson Mesa        | LONEOS             |
| 32190 -            | 2000 NM26           | 4 iulie 2000      | Anderson Mesa        | LONEOS             |
| 32191 -            | 2000 NZ26           | 4 iulie 2000      | Anderson Mesa        | LONEOS             |
| 32192 -            | 2000 NH27           | 4 iulie 2000      | Anderson Mesa        | LONEOS             |
| 32193 -            | 2000 NK27           | 4 iulie 2000      | Anderson Mesa        | LONEOS             |
| 32194 -            | 2000 NY27           | 4 iulie 2000      | Anderson Mesa        | LONEOS             |
| 32195 -            | 2000 NT28           | 2 iulie 2000      | Kitt Peak            | Spacewatch         |
| 32196 -            | 2000 OK             | 19 iulie 2000     | Farpoint             | G. Hug⁠(d)          |
| 32197 -            | 2000 OV             | 24 iulie 2000     | Reedy Creek          | J. Broughton⁠(d)    |
| 32198 -            | 2000 OK1            | 24 iulie 2000     | Kitt Peak            | Spacewatch         |
| 32199 -            | 2000 ON2            | 27 iulie 2000     | Črni Vrh             | Črni Vrh           |
| 32200 Seiicyoshida | 2000 OT2            | 28 iulie 2000     | Dynic⁠(d)             | Y. Ikari⁠(d)        |